# Gasoducto Transanatolio

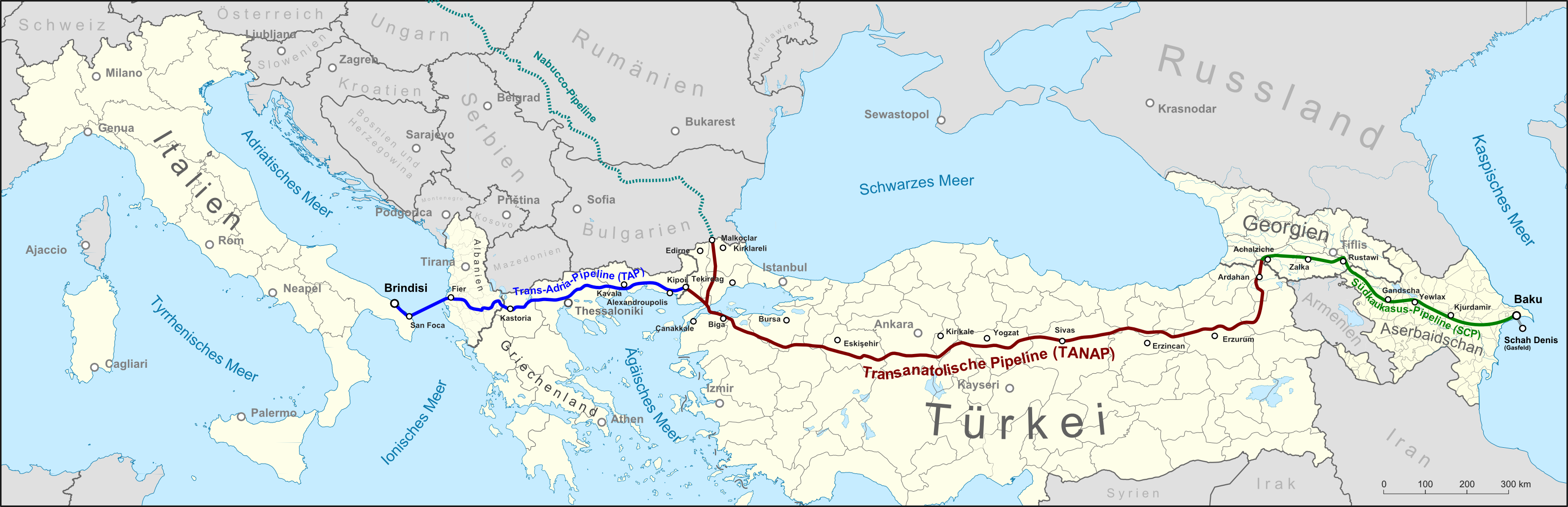
Mapa del TANAP

El gasoducto de Gas Natural Transanatolio (en inglés Trans-Anatolian Natural Gas Pipeline) o TANAP - es el gasoducto proyectado para la transportación del gas natural azerbaiyano primero a Turquía y luego a Europa. El TANAP forma el Corredor del Sur de Gas, unificándose con el gasoducto del Cáucaso Sur (SCP) y el gasoducto Trans-Adriático (TAP).
El proyecto prevé la facilitación del transporte del gas natural en el yacimiento de ShajDeniz 2 en el mar Caspio y los yacimientos en el sur del mar Caspio. Se planea completar el TANAP que forma la parte más grande del Proyecto del Gas de Corredor del Sur en 2018. El objetivo principal del gasoducto es suministrar el gas azerbaiyano a Europa, a través de Turquía. Valor del gasoducto es 9,2 millones de dólares. La capacidad inicial de TANAP alcanzará 16.000 millones de metros cúbicos de gas anuales: alrededor de 6.000 millones se suministrarían a Turquía y el resto, a Europa. Está previsto que los suministros del gas natural a Grecia comiencen en el junio de 2019. Después de que termine la construcción del gasoducto transadriático TAP, el gas comenzaría a suministrarse a Europa a principios de 2020.

## Historia
El proyecto fue anunciado el 17 de noviembre de 2011 en el Tercer Foro Económico y Energético del Mar Negro en Estambul. El 26 de diciembre de 2011, Turquía y Azerbaiyán firmaron un memorando de entendimiento por el que se establece un consorcio para construir y operar el gasoducto. En la primavera de 2012, se inició el proceso de la realización de los estudio de viabilidad técnico-económica. El 26 de junio de 2012, el presidente de Azerbaiyán, Ilham Aliyev y el primer ministro de Turquía, Recep Tayyip Erdoğan, firmaron un acuerdo intergubernamental vinculante sobre el gasoducto. 

## Accionistas
Inicialmente, Azerbaiyán tenía una participación del 80% en el proyecto, y Turquía era propietaria del resto. La participación turca se dividió entre la empresa turca upstream TPAO (15%) y el operador turco de tuberías BOTAŞ (5%). Las compañías internacionales del consorcio ShajDeniz (BP, Statoil y Total) tenían una opción para tomar hasta 29% en el proyecto de TANAP. Sin embargo, sólo BP adquirió una participación en diciembre de 2013. Más tarde el gobierno turco decidió que sólo BOTAŞ tendrá una participación (20%) en TANAP. En mayo de 2014 el operador de tubería turco adquirió un 10% adicional.  
Actualmente, las accionistas del proyecto TANAP son la Compañía Estatal Petrolífera de la República de Azerbaiyán (58%), la operadora gasística turca BOTAS (30%) y la petrolera anglo-holandesa BP (12%).

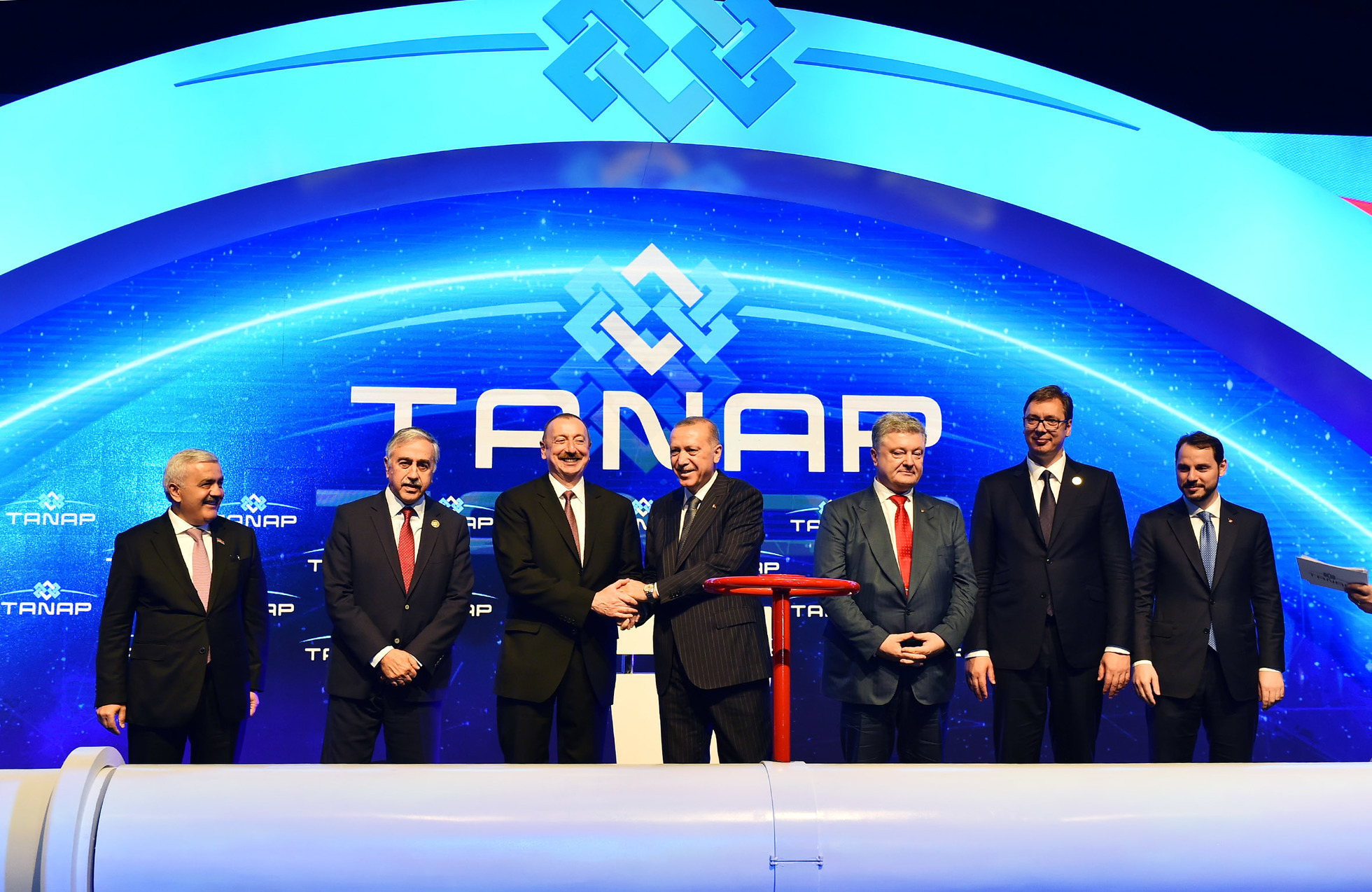
La ceremonia de inauguración del gasoducto, 12 de junio de 2018

## Construcción
El sistema de gasoducto TANAP se construye para utilizar en la gestión de las líneas de conexión con los puntos de salida en Turquía, con un total de 1850 kilómetros de ruta principal, entre lo cual 19 kilómetros por el mar de Mármara, y se compondrá por los establecimientos superficiales.

La ceremonia de colocación de la primera piedra del TANAP fue realizado el 17 de marzo de 2015 con la participación del presidente de Turquía Recep Tayyip Erdoğan, el presidente de Azerbaiyán Ilham Aliev y los ministros de Energía de ambos países. En Kars fue colocado el primer tubo del TANAP.  En la ceremonia, Erdoğan durante su discurso dijo lo siguiente: 
«Cuando pongamos en marcha completamente el corredor del gas sur con todas sus etapas, formaremos un vínculo fuerte en Europa y la región de Caspio. Toda la geografía eurasiática necesita el proyecto del TANAP más que Azerbaiyán, Georgia y Turquía.»
El 12 de junio de 2018 se realizó la ceremonia de inauguración del gasoducto. En la ceremonia, que ha pasado en Eskishehir, Turquía participaron los presidentes azerbaiyano y turco, Ilham Aliyev y Recep Tayyip Erdoğan, presidente de SOCAR, el ministro turco de energía y los recursos naturales, y también los jefes de otros estados, como los presidentes de Ucrania y Serbia, el primer ministro de Bulgaria, el director ejecutivo general de BP Robert Dadli, etc.
El 30 de noviembre de 2019 en Ipsala, provincia de Edirne, Turquía se celebró la ceremonia de apertura de la parte del proyecto de TANAP, que se conectará con Europa.

## Seguridad
El TANAP se protege a máximo nivel en el marco de la Ley de Seguridad Privada. Se instala el sistema de control de acceso a lo largo de la ruta de 1085 kilómetros. El sistema regula el acceso a la estación, el edificio y a las salas de control. Los usuarios se identifican mediante las tarjetas inteligentes. El acceso a las áreas limitadas se posible solamente a través de las tarjetas inteligentes, que incluyen el número de identidad personal. Además, se funda el sistema de identificación de vehículos.
Además, se usan los sistemas de “detección de intrusiones al gasoducto” y de “control medioambiental” con miras a detectar los intentos de intervenir en el gasoducto sin permisos necesarios y entrar en las áreas estación.

## Contratistas
- Bechtel
- WorleyParsons
- ABB
- Yüksel inşaat
- Fernas Construction Company
- Akkord
- Tekfen
- SICIM
- Punj Lloyd
- Limak